# Dollar Tree
Dollar Tree est une entreprise américaine de grande distribution à bas prix. 
Elle commercialise des produits de consommation, des vêtements, des articles électroniques et des produits saisonniers.  Le groupe compte 16 077 magasins aux États-Unis (15 840) et au Canada (237).
Dollar Tree est coté à la Bourse de New York.
Son siège est situé à Chesapeake, en Virginie.

## Histoire
En juillet 2014, Dollar Tree annonce une offre d'acquisition sur Family Dollar de 8,5 milliards de dollars, ce qui créerait une entreprise de 145 000 salariés avec 13 000 magasins et un chiffre d'affaires de 18 milliards de dollars. En août 2014, Dollar General surenchérit sur cette offre, avec une offre de 8,95 milliards de dollars, mais celle-ci est rejetée.
Le 28 juillet 2014, l'entreprise annonce son offre de 9,2 milliards de dollars pour l'acquisition de la chaîne Family Dollar.

## Activité
- Produits alimentaires, confiserie, de beauté et de soins personnels, articles de papeterie.

- Articles pour la maison, jouets, cadeaux, vêtements.

- Articles saisonniers.

## Principaux actionnaires
Au 23 mars 2020.
| Putnam                                         | 13,4% |
| The Vanguard Group                             | 10,7% |
| T. Rowe Price Associates                       | 10,5% |
| Fidelity Management & Research                 | 6,01% |
| SSgA Funds Management                          | 4,41% |
| Macquarie Investment Management Business Trust | 4,34% |
| Newfleet Asset Management                      | 3,67% |
| Cantillon Capital Management                   | 3,62% |
| Stonebrook Fund Management                     | 3,16% |
| Lone Pine Capital                              | 3,06% |